# Неготино (Тверская область)
Неготино́ — деревня (ранее село) в Калининском районе Тверской области. Относится к Бурашевскому сельскому поселению. До 2006 года входила в состав Андрейковского сельского округа.
Расположена в 9 км к югу от Твери, на Бурашевском (Тургиновском) шоссе, в 0,5 км от Тверской объездной дороги (автодорога «Москва — Санкт-Петербург»).

## История
В Списке населенных мест 1859 года значится владельческое село Неготино с православной церковью (7 вёрст от Твери, 6 дворов, 68 жителей).
Во второй половине XIX — начале XX века село было центром прихода Никулинской волости Тверского уезда. В 1901 году прихожан церкви Рождества Богородицы (построена в 1800 году) в селе Неготине, в деревнях Андрейкове, Володине, Митяеве, Колесникове, Вишенках, Котове, Белавине, Симонове, Бирюлине, Боровлеве, Садыкове, Бортникове — 174 двора (1508 человек).
В 1930-х годах село центр Неготинского сельсовета в составе Калининского района Калининской области. В 1960—1970-х годах — центральная усадьба колхоза им. XXII съезда КПСС.

## Население
| 1859 | 1886 | 2002 | 2010 |
| ---- | ---- | ---- | ---- |
| 68   | ↘56  | ↘35  | ↘28  |